# Roberlo
Roberlo és una empresa fundada el 1968 a Girona especialitzada en el desenvolupament, fabricació i venda de pintures i solucions de reparació per al repintat d'automòbils i sectors industrials. La companyia compta amb diverses filials arreu del món i dos centres de producció a Espanya i Brasil, a més d’una xarxa comercial que abasta més de 120 països.
L'activitat de l'empresa va començar a la dècada dels 60 com a distribuïdora de pintures i, actualment compta amb més de 550 empleats. Roberlo produeix i distribueix una àmplia gamma de productes, incloent-hi massilles, vernissos, pintures, catalitzadors, dissolvents, additius, protectors, poliments, aerosols i altres productes complementaris per a la reparació de superfícies. Ha estat reconeguda per la fabricació de les primeres massilles lleugeres i massilles lliures d'estirè.
La seu central de l'empresa es troba a Riudellots de la Selva, a pocs quilòmetres de Girona. En aquestes mateixes instal·lacions es troba el centre tècnic així com el Crom Techno Center (un centre d’investigació i desenvolupament on es realitzen estudis avançats per a la creació de noves solucions i tecnologies) i el Crom Competence Center (espai dedicat a la capacitació tècnica i professional).
Paral·lelament, l'empresa col·labora amb el Departament d'Educació en la promoció d’estudis de formació professional amb l’objectiu de promocionar i millorar la formació i qualificació dels futurs professionals del sector.